# Alexis Victor
Alexis Victor est un acteur français.
Très actif dans le doublage, il est notamment la voix française régulière de Bradley Cooper,, Patrick Wilson, Josh Duhamel, James McAvoy, Tom Hiddleston, Jude Law, Joseph Gordon-Levitt et Travis Fimmel.

## Biographie

### Carrière

#### Au théâtre
Au théâtre, Alexis Victor a joué des pièces de Molière, Racine, Musset, Labiche, Euripide et Corneille. Il a joué plus de 1 200 fois dans Amour et Chipolatas, une pièce de Jean-Luc Lemoine, mise en scène par Xavier Letourneur.
Il a été acteur et producteur du spectacle Le Monte-plats de Harold Pinter, mise en scène par Mitch Hooper.
Il a également joué dans Trahisons de Harold Pinter au Lucernaire.
D'octobre 2010 jusqu'en 2012, il a joué dans Le Repas des fauves, mise en scène par Julien Sibre. Ce spectacle a reçu trois Molières en 2011 (Meilleur spectacle, meilleure mise en scène et meilleure adaptation).[pertinence contestée]
Il a également joué dans des pièces de Gilles Dyrek, Venise sous la neige au Théâtre Daunou et Noël au balcon au Café de la Gare, également en tournée.
Sur scène au Théâtre Le Lucernaire, dans PSYcause(s) Lui de et mis en scène par Josiane Pinson.

#### En doublage
Dans le domaine du doublage, il est notamment la voix française régulière de Bradley Cooper,, Patrick Wilson, Josh Duhamel, James McAvoy, Tom Hiddleston, Jude Law, Joseph Gordon-Levitt et Travis Fimmel. Il est aussi une voix récurrente de Riccardo Scamarcio, Joel McHale, Kevin McKidd et Alex O'Loughlin.

## Doublage
Note : Les dates en italique correspondent aux sorties initiales des films auxquels Alexis Victor a participé au redoublage ou au doublage tardif.

### Cinéma

#### Films
- Bradley Cooper[1] dans (33 films) :
  - Wet Hot American Summer (2001[n 1]) : Ben
  - Irrésiiistible ![7] (2002[n 2]) : Jeff
  - Yes Man (2008) : Peter
  - Very Bad Trip (2009) : Phil Wenneck
  - Le Cas 39 (2010) : Douglas J. Ames
  - Valentine's Day (2010) : Holden Bristow
  - L'Agence tous risques (2010) : lieutenant Templeton « Futé » Peck
  - Very Bad Trip 2 (2011) : Phil Wenneck
  - Limitless (2011) : Eddie Morra
  - Hit and Run (2012) : Alex D'mitri
  - The Words (2012[n 3]) : Rory Jansen
  - Happiness Therapy (2013) : Pat Solitano
  - The Place Beyond the Pines (2013) : Avery Cross
  - Very Bad Trip 3 (2013) : Phil Wenneck
  - American Bluff (2013) : Richie DiMaso
  - Les Gardiens de la Galaxie (2014) : Rocket Raccoon (voix)
  - Serena (2014) : George Pemberton
  - American Sniper (2014) : Chris Kyle
  - Welcome Back (2015) : Brian Gilcrest
  - À vif ! (2015) : Adam Jones
  - Joy (2015) : Neil Walker
  - War Dogs (2016) : Henry Girard
  - Les Gardiens de la Galaxie Vol. 2 (2017) : Rocket Raccoon (voix)
  - Avengers: Infinity War (2018) : Rocket Raccoon (voix)
  - A Star Is Born (2018) : Jackson Maine
  - La Mule (2018) : Colin Bates
  - Avengers: Endgame (2019) : Rocket Raccoon (voix)
  - Licorice Pizza (2021) : Jon Peters
  - Nightmare Alley (2021) : Stanton « Stan » Carlisle
  - Thor: Love and Thunder (2022) : Rocket Raccoon (voix)
  - Donjons et Dragons : L'Honneur des voleurs (2023) : Marlamin, l'ex-mari de Holga (caméo)
  - Les Gardiens de la Galaxie Vol. 3 (2023) : Rocket Raccoon (voix)
  - Maestro (2023) : Leonard Bernstein

- Patrick Wilson[1] dans (22 films) :
  - Watchmen : Les Gardiens (2009) : Dan Dreiberg / le Hibou
  - Morning Glory (2010) : Adam Bennett
  - Insidious (2011) : Josh Lambert
  - Young Adult (2012) : Buddy Slade
  - Prometheus (2012) : le père d'Elizabeth Shaw
  - Conjuring : Les Dossiers Warren (2013) : Ed Warren
  - Insidious : Chapitre 2 (2013) : Josh Lambert
  - Stretch (2014) : Stretch
  - Sex Addiction (2015) : Sam Ellis
  - Bone Tomahawk (2015) : Arthur O'Dwyer
  - Conjuring 2 : Le Cas Enfield (2016) : Ed Warren
  - Le Fondateur (2016) : Rollie Smith
  - The Passenger (2018) : Murphy
  - Aquaman (2018) : Orm Marius / Ocean Master
  - Annabelle : La Maison du mal (2019) : Ed Warren
  - Midway (2019) : Edwin T. Layton
  - Conjuring : Sous l'emprise du Diable (2021) : Ed Warren
  - Moonfall (2022) : Brian Harper
  - Insidious: The Red Door (2023) : Josh Lambert
  - La Nonne : La Malédiction de Sainte-Lucie (2023) : Ed Warren (caméo scène post-générique)
  - Aquaman et le Royaume perdu (2023) : Orm Marius / Ocean Master
  - Millers in Marriage (2025) : Scott

- James McAvoy[1] dans (17 films) :
  - Le Monde de Narnia : Le Lion, la Sorcière blanche et l'Armoire magique (2005) : M. Tumnus, le faune
  - Le Dernier Roi d'Écosse (2007) : Nicholas Garrigan
  - X-Men : Le Commencement (2011) : le professeur Charles Francis Xavier / le professeur X
  - Trance (2013) : Simon
  - X-Men: Days of Future Past (2014) : le professeur Charles Francis Xavier / le professeur X
  - Docteur Frankenstein (2015) : Victor Frankenstein
  - X-Men: Apocalypse (2016) : le professeur Charles Francis Xavier / le professeur X
  - Split (2017) : Kevin Wendell Crumb
  - Atomic Blonde (2017) : Percival
  - Glass (2019) : Kevin Wendell Crumb / La Bête
  - X-Men: Dark Phoenix (2019) : le professeur Charles Francis Xavier / le professeur X
  - Ça : Chapitre 2 (2019) : William « Bill » Denbrough
  - My Son (2021) : Edmond Murray
  - Together (2021) : Lui
  - La Bulle (2022) : James McAvoy
  - Le Livre de Clarence (2024) : Ponce Pilate
  - Speak No Evil (2024) : Paddy

- Josh Duhamel[1] dans (14 films) :
  - Transformers (2007) : le major William Lennox
  - Transformers 2 : La Revanche (2009) : le major William Lennox
  - Bébé mode d'emploi (2010) : Eric Messer
  - Transformers 3 : La Face cachée de la Lune (2011) : le major William Lennox
  - Happy New Year (2011) : Sam
  - My Movie Project (2013) : Anson
  - Manipulations (2016) : Ben Cahill
  - Transformers: The Last Knight (2017) : le colonel William Lennox
  - Love, Simon (2018) : Jack Spier
  - Buddy Games (2019) : le père de Bob
  - The Lost Husband (2020) : James O'Connor
  - Blackout (2022) : Caïn
  - Bandit (2022) : Gilbert Galvan Jr. / Robert Whiteman
  - Shotgun Wedding (2022) : Tom

- Jude Law[1] dans (13 films) :
  - My Blueberry Nights (2007) : Jeremy
  - L'Imaginarium du docteur Parnassus (2009) : Tony (2e transformation)
  - The Grand Budapest Hotel (2014) : le jeune écrivain
  - Spy (2015) : Bradley Fine
  - Genius (2016) : Thomas Wolfe
  - Le Roi Arthur : La Légende d'Excalibur (2017) : Vortigern
  - Les Animaux fantastiques : Les Crimes de Grindelwald (2018) : Albus Dumbledore
  - Vox Lux (2018) : le manager
  - Un jour de pluie à New York (2019) : Ted Davidoff
  - Le Rythme de la vengeance (2020) : Iain Boyd
  - The Nest (2020) : Rory O'Hara
  - Les Animaux fantastiques : Les Secrets de Dumbledore (2022) : Albus Dumbledore
  - The Order (2024) : Terry Husk

- Tom Hiddleston[1] dans (13 films) :
  - Thor (2011) : Loki
  - Cheval de guerre (2011) : le capitaine Nichols
  - Avengers (2012) : Loki
  - Thor : Le Monde des ténèbres (2013) : Loki
  - Avengers : L'Ère d'Ultron (2015) : Loki (scènes coupées)
  - Crimson Peak (2015) : Sir Thomas Sharpe
  - High-Rise (2016) : Robert Laing
  - Kong: Skull Island (2017) : le capitaine James Conrad
  - Thor: Ragnarok (2017) : Loki
  - Avengers: Infinity War (2018) : Loki
  - Avengers: Endgame (2019) : Loki
  - Ant-Man et la Guêpe : Quantumania (2023) : Loki (caméo, scène post-générique)
  - Life of Chuck (2025) : Charles « Chuck » Krantz

- Joseph Gordon-Levitt[1] dans (10 films) :
  - Uncertainty (2009) : Bobby
  - Inception (2010) : Arthur
  - The Dark Knight Rises (2012) : John Blake / Robin
  - Premium Rush (2012) : Wilee
  - Looper (2012) : Joe
  - Don Jon (2013) : Jon « Don Jon » Martello
  - Sin City : J'ai tué pour elle (2014) : Johnny
  - Code 7500 - Un avion en détresse (7500) (2019) : Tobias Ellis
  - Project Power (2020) : Frank Shaver
  - Flora and Son (en) (2023) : Jeff

- Chris Messina dans (8 films) :
  - Vicky Cristina Barcelona (2008) : Doug
  - Julie et Julia (2009) : Eric Powell
  - Greenberg (2010) : Phillip Greenberg
  - Argo (2012) : Malinov
  - Cake (2014) : Jason Bennett
  - Manglehorn (2015) : Jacob
  - I Care a Lot (2020) : Dean Ericson
  - Juré n°2 (2024) : Eric Resnick

- Riccardo Scamarcio dans (7 films) :
  - Mon frère est fils unique (2007) : Manrico Benassi
  - Le Rêve italien (2009) : Nicola
  - L'amour a ses raisons (2011) : Roberto
  - To Rome with Love (2012) : le voleur
  - L'ultimo Paradiso (2021) : Ciccio Paradiso / Antonio Paradiso
  - Tu choisiras la vie (2022) : Elio de Angelis
  - Race for Glory: Audi vs. Lancia (2024) : Cesare Fiorio

- Joel McHale dans (7 films) :
  - The Informant! (2009) : Bob Herndon
  - (S)ex List (2011) : Roger, le boss
  - Ted (2012) : Rex
  - Un foutu conte de Noël (2014) : Boyd Mitchler
  - Adult Beginners (2015) : Hudson
  - Carnage chez les Puppets (2018) : l'agent Campbell
  - Une drôle de fin (2018) : Chevy Chase

- Jonathan Rhys-Meyers dans (7 films) :
  - Le Silence des ombres (2010) : Adam
  - Belle du seigneur (2013) : Solal
  - Black Butterfly (2017) : Jack
  - L'Ombre du passé (2021) : Noah Blackwell
  - Jeu dangereux : Héritage meurtrier (it) (2022) : Kyle
  - Inquiétude (2023) : Sam
  - Mercy (2023) : Sean Quinn

- Travis Fimmel dans (6 films) :
  - The Baytown Outlaws (2012) : McQueen Oodie
  - Warcraft : Le Commencement (2016) : Anduin Lothar
  - Dreamland (2019) : George Evans
  - Die in a Gunfight (2021) : Wayne
  - Zone 414 (2021) : Marlon Veidt
  - One Way (2022) : Will

- Breckin Meyer dans (5 films) :
  - Garfield, le film (2004) : Jon Arbuckle
  - La Coccinelle revient (2005) : Ray Peyton, Jr.
  - Basket Academy (2005) : Tim Fink
  - Garfield 2 (2006) : Jon Arbuckle
  - Unpregnant (2020) : Mark

- Donnie Yen dans (5 films) :
  - Ip Man (2008) : Ip Man
  - Bodyguards and Assassins (2009) : Sum Chung-yang
  - Ip Man 2 (2010) : Ip Man
  - Tigre et Dragon 2 (2016) : Meng Sizhao / Silent Wolf
  - Raging Fire (2021) : Cheung Sung-bong

- Sam Trammell dans (5 films) : 
  - The Revenge (2016) : l'inspecteur Gibson
  - Nancy Drew and the Hidden Staircase (2019) : Carson
  - American Refugee (en) (2022) : Winter
  - Le Tigre et l'enfant (en) (2022) : Robert Horton Sr.
  - Organ Trail (en) (2023) : Logan

- Nick Frost dans (4 films) :
  - Hot Fuzz (2007) : Danny Butterman
  - Good Morning England (2009) : Dr Dave
  - Attack the Block (2011) : Ron
  - Salsa Fury (2014) : Bruce

- Josh Lucas dans (4 films) :
  - Red Dog (2011) : John Grant
  - La Défense Lincoln (2011) : Ted Minton
  - 12 heures (2013) : Vincent
  - The Secret Man: Mark Felt (2017) : Charlie Bates

- Mateusz Banasiuk dans (4 films) :
  - L'Amour puissance mille (2021) : Stefan « Enzo » Tkaczyk
  - Furioza (2021) : Dawid
  - L'Amour puissance dix mille (2023) : Stefan « Enzo » Tkaczyk
  - L'Amour tout puissant (2023) : Stefan « Enzo » Tkaczyk

- Dallas Roberts dans :
  - Walk the Line : Du feu dans les veines (2005) : Sam Phillips
  - Le Psy d'Hollywood (2009) : Patrick
  - Le Territoire des loups (2012) : Pete Hendrick

- Guy Pearce dans : 
  - The Proposition (2005) : Charlie Burns
  - Spinning Man (2018) : Evan Birch
  - The Catcher Was a Spy (2018) : Robert Furman

- Karl Urban dans : 
  - Star Trek (2009) : Leonard McCoy
  - And Soon the Darkness (2010) : Michael
  - Star Trek Into Darkness (2013) : Leonard McCoy

- Kevin McKidd dans :
  - Percy Jackson : Le Voleur de foudre (2010) : Poséidon
  - Bunraku (2010) : le tueur[n 4]
  - Dangerous Housewife (2015) : Freeman

- Jake Gyllenhaal dans :
  - Prince of Persia : Les Sables du Temps (2010) : Prince Dastan
  - End of Watch (2012) : l'officier Brian Taylor
  - Okja (2017) : Dr Johnny Wilcox

- Michael Fassbender dans : 
  - Piégée (2012) : Paul
  - Cartel (2013) : l'avocat-conseiller
  - Twelve Years a Slave (2014) : Edwin Epps

- Paul Sparks dans : 
  - Midnight Special (2016) : l'agent Miller
  - Human Capital (2019) : Jon
  - The Lovebirds (2020) : Moustache

- Al Pacino dans :
  - Le Parrain (1972[n 5]) : Michael Corleone
  - Le Parrain 2 (1974[n 5]) : Don Michael Corleone

- Mark Ruffalo dans :
  - La rumeur court… (2006) : Jeff Daly
  - Zodiac (2007) : l'inspecteur Dave Toschi

- Mel Raido dans : 
  - Ô Jérusalem (2006) : Jacob
  - Informers (2008) : Bryan Metro

- Giovanni Ribisi dans :
  - Dangereuse Séduction (2007) : Miles Haley
  - Middle Men (2009) : Wayne Beering

- Yul Vazquez dans : 
  - Che, 1re partie : L'Argentin (2008) : Alejandro Ramirez
  - Che, 2e partie : Guerilla (2008) : Alejandro Ramirez

- Takeshi Kaneshiro dans :
  - Les Trois Royaumes (2008) : Zhuge Liang
  - Wu Xia (2011) : Xu Baijiu

- Ryan Gosling dans : 
  - Une fiancée pas comme les autres (2008) : Lars Lindstrom
  - Blade Runner 2049 (2017) : l'officier KD6-3.7 / Joe

- Peter Sarsgaard dans : 
  - Esther (2009) : John Coleman
  - Green Lantern (2011) : Dr Hector Hammond

- Matthew Goode dans :
  - A Single Man (2010) : Jim
  - Stoker (2013) : Charlie Stoker

- Joseph Mawle dans :
  - Abraham Lincoln, chasseur de vampires (2012) : Thomas Lincoln
  - Kill Your Friends (2015) : Trellick

- Sharlto Copley dans : 
  - Old Boy (2013) : Adrian Pryce
  - Free Fire (2017) : Vernon

- James Wolk dans :
  - The Prison Experiment - L'Expérience de Stanford (2015) : Mike Penny
  - Ils étaient un seul homme (2023) : Tom Bolles (en), le coach

- Ivan Massagué dans :
  - La Plateforme (2019) : Goreng
  - La Plateforme 2 (2024) : Goreng

- 1930[n 6] : À l'Ouest, rien de nouveau : Paul Bäumer (Lew Ayres)
- 1977[n 7] : La Fièvre du samedi soir : Tony Manero (John Travolta)
- 1978[n 8] : Corvette Summer : Wayne Lowry (Kim Milford)
- 1999 : Speedway Junky (en) : Eric (Jordan Brower)
- 1999 : Dresden : Alexander Wenniger (Benjamin Sadler)
- 1999 : Stigmata : Dr Eckworth (Duke Moosekian)
- 2000 : Snatch : Tu braques ou tu raques : Gary (Jason Buckham)
- 2001 : Bootmen : Mitchell (Sam Worthington)
- 2001 : Treize jours : le major Rudolph Anderson (Charles Esten)
- 2002 : Insomnia : Farrell (Larry Holden)
- 2005 : Shérif, fais-moi peur : Luke Duke (Johnny Knoxville)
- 2005 : Don't Come Knocking : Earl (Gabriel Mann)
- 2005 :  La Maison de cire : Wayde (Jared Padalecki)
- 2005 : Match Point : l'homme du couple d'ami des Hewett (Scott Handy)
- 2005 : Animal : Thomas Nielsen (Andreas Wilson)
- 2006 : Chaos : Shane Dekker (Ryan Phillippe)
- 2006 : Like Minds : Fergus (Liam McKenna)
- 2006 : Wu ji, la légende des cavaliers du vent : Kunlun (Dong-Kun Jang)
- 2006 : Le vent se lève : Finbar (Damien Kearney)
- 2006 : Black Book : Tim Kuipers (Ronald Armbrust)
- 2006 : Déjà vu : Dr Alexander Denny (Adam Goldberg)
- 2006 : The Host : Park Nam-il (Park Hae-il)
- 2006 : Les Fantômes de Goya : un général français (Scott Cleverdon)
- 2007 : Bobby : Wade (Joshua Jackson)
- 2007 : August Rush : Marshall Connelly (Alex O'Loughlin)
- 2007 : American Pie: String Academy : Erik Stifler (John White)
- 2007 : Pirates des Caraïbes : Jusqu'au bout du monde : le crieur des exécutions (Mark Hildreth)
- 2008 : Tonnerre sous les tropiques : Rob Slolom (Bill Hader)
- 2008 : Postal : Postal Dude (Zack Ward)
- 2008 : La Vague : Rainer Wenger (Jürgen Vogel)
- 2008 : Le Garçon au pyjama rayé : Kotler (Rupert Friend)
- 2008 : Cloverfield : Hudson « Hud » Platt (T. J. Miller)
- 2008 : Speed Racer : Inspector Detector (Benno Fürmann)
- 2008 : Benjamin Gates et le Livre des secrets : l'agent Hendricks (Armando Riesco (en))
- 2009 : Whiteout : Robert Pryce (Gabriel Macht)
- 2009 : Miss Pettigrew : Michael Pardue (Lee Pace)
- 2009 : Public Enemies : Melvin Purvis (Christian Bale)
- 2009 : Meilleures Ennemies : Daniel (Steve Howey)
- 2009 : Book of Blood : Simon McNeal (Jonas Armstrong)
- 2009 : Les deux font la père : Gary (Dax Shepard[n 4])
- 2009 : Millénium 2 : La Fille qui rêvait d'un bidon d'essence et d'une allumette : Dag Svensson (Hans-Christian Thulin)
- 2009 : Defendor : Paul Carter (Michael Kelly)
- 2010 : Vous allez rencontrer un bel et sombre inconnu : le narrateur (Zak Orth)
- 2010 : État de choc : Paul Stanton (Dermot Mulroney)
- 2010 : Trust : Charlie (Chris Henry Coffey)
- 2010 : Les Voyages de Gulliver : le général Edward Edwardian (Chris O'Dowd)
- 2011 : The Darkest Hour : Ben (Max Minghella)
- 2011 : Folie meurtrière (On the Inside) : Allen Meneric (Nick Stahl[n 4])
- 2011 : The Thing : Karl (Carsten Bjørnlund)
- 2011 : The Raid : le sergent Jaka (Joe Taslim (en))
- 2011 : Anonymous : ? ( ? )
- 2011 : En quarantaine 2 : Henry (Josh Cooke)
- 2012 : L'Ombre du mal : Edgar Allan Poe (John Cusack)
- 2012 : Magic Mike : Paul (Reid Carolin)
- 2012 : L'Odyssée de Pi : l'écrivain (Rafe Spall)
- 2012 : Casa de mi Padre : Onza (Gael García Bernal)
- 2013 : Phantom : l'opérateur du sonar (Jordan Bridges)
- 2013 : Headhunters : Clas Greve (Nikolaj Coster-Waldau[n 4])
- 2013 : Le Mariage de l'année, 10 ans après : Brian McDonald (Eddie Cibrian)
- 2014 : Les Nouveaux Sauvages : Ariel (Diego Gentile)
- 2015 : Cop Car : l'homme dans le coffre (Shea Whigham)
- 2016 : Mr. Right : Von « Vini »  Cartigan (James Ransone)
- 2017 : Dunkerque : Collins (Jack Lowden)
- 2017 : Le Retour de Chucky : Dr Foley (Michael Therriault)
- 2017 : Star Wars, épisode VIII : Les Derniers Jedi : l'officier d’évacuation de la résistance (Jack Greenlees)
- 2017 : Permission : Dane (François Arnaud)
- 2017 : Sweet Virginia (en) : Elwood (Christopher Abbott)
- 2018 : Solo: A Star Wars Story : Rio Durant (Jon Favreau) (voix) et Enfys Nest (visage masqué uniquement) (Erin Kellyman)
- 2018 : La Part Obscure : Marc (Ed Skrein)
- 2018 : Super Troopers 2 : Mac (Steve Lemme)
- 2018 : Nanny Surveillance : Scott (Adam Huber)
- 2018 : Marie Stuart, reine d'Écosse : John Knox (David Tennant)
- 2018 : Peppermint : Henderson (Michael Mosley)
- 2019 : Isn't It Romantic : Dr Todd (Tom Ellis)
- 2019 : The Room : Matt (Kevin Janssens)
- 2020 : Escape from Pretoria : Mongo (Nathan Page)
- 2020 : Berlin, Berlin : Sven Ehlers (Jan Sosniok)
- 2021 : Die Vergesslichkeit der Eichhörnchen : Philipp (Fabian Hinrichs)
- 2021 : Dans les angles morts : George Claire (James Norton)
- 2021 : Beckett : Tynan (Boyd Holbrook)
- 2021 : Just Say Yes : Fritz (Huub Smit)
- 2021 : The Harder They Fall : le général Abbott (Dylan Kenin)
- 2021 : La Princesse de Chicago : En quête de l'étoile : Hunter Cunard (Will Kemp)
- 2021 : Inconditionnel : Musa (Sarp Akkaya)
- 2021 : Dans les yeux de Tammy Faye : Roe Messner (en) (Sam Jaeger)
- 2021 : Small Engine Repair : Frank Romanowski (John Pollono)
- 2022 : Les Lignes courbes de Dieu : Ignacio Urquieta (Pablo Derqui)
- 2022 : Double vice : Milan Saber (Nasrdin Dchar)
- 2023 : Blood and Gold : Heinrich (Robert Maaser)
- 2023 : Monk, le retour : Randy Disher (Jason Gray-Stanford)
- 2023 : King's Land : Lauenfeldt (Morten Burian)
- 2024 : The Killer's Game : ? (?)
- 2024 : Horizon : Une saga américaine, chapitre 1 : Flagg (James Landry Hébert)
- 2025 : Karate Kid: Legends : Johnny Lawrence (William Zabka)

#### Films d'animation
- 1995[n 9] : Si tu tends l'oreille : Seiya, le père
- 2001 : Metropolis : Rock
- 2002 : Spirit, l'étalon des plaines : Petit Nuage
- 2002 : Le Royaume des chats : Prince Lune
- 2003 : Sinbad : La Légende des sept mers : voix additionnelles
- 2005 : Stuart Little 3 : En route pour l'aventure : Stuart Little[n 10]
- 2006 : Ultimate Avengers : Hank Pym / Giant-Man
- 2009 : Wonder Woman : Steve Trevor[n 11]
- 2009 : Ultimate Avengers 2 : Hank Pym / Giant-Man
- 2010 : Megamind : le vrai Bernard
- 2011 : Mission : Noël : Arthur[n 12]
- 2012 : Le Mariage de Raiponce : Eugene Fitzherbert / Flynn Rider[n 13]
- 2012 : Niko, le petit renne 2 : Lenni
- 2013 : Le Manoir magique : Daniel
- 2013 : Monstres Academy : Johnny J. Worthington III[n 11]
- 2014 : QG de soirée : Johnny J. Worthington III (court métrage)
- 2015 : Vice Versa : le père de Riley[n 14]
- 2015 : Premier rendez-vous ? : le père de Riley[n 14] (court métrage)
- 2016 : Zootopie : Nick Wilde[n 15]
- 2017 : Bigfoot Junior : Bigfoot
- 2019 : Ni no kuni : Gnauss et Galeroth
- 2019[8] : Pauvre Toutou ! : Gizmo[n 16]
- 2020 : En avant : Wilden Lightfoot[n 17]
- 2020 : Bigfoot Family : Bigfoot
- 2021 : Les Bouchetrous : le bigorneau
- 2021 : Luca : Giacomo le jeune pêcheur
- 2021 : Le Bon, le Bart et le Loki : Loki[n 18] (court-métrage)
- 2021 : The Witcher : Le Cauchemar du Loup : Vesemir[n 19]
- 2021 : Retour au bercail : Frank[n 20]
- 2023 : Il était une fois un studio : Nick Wilde[n 15] (court métrage)
- 2024 : Vice-versa 2 : le père de Riley[n 14],[9]
- 2025 : Falcon Express : ? (création de voix)

### Télévision

#### Téléfilms
- Steve Lund dans :
  - Coup de foudre et Petits Mensonges (2017) : Tom Becker
  - Noël avec le témoin amoureux (2017) : Ean Callaghan
  - Guide de survie pour fille amoureuse (2021) : Rob
  - Il était une fois au château de glace (2021) : Ben Wade
  - Les Six Pères Noël (2022) : Jason Sparks
  - Une histoire éternelle pour Noël (2022) : Pierce Hammond

- Matt Wells dans :
  - J'ai tué mon mari (2021) : Marty
  - Une styliste à Noël chez les alpagas (2023) : Andrew
  - La revanche d'une mère (2023) : Billy
  - Le mensonge de mon fils (2024) : Pete
  - Il m'a trompée avec la nounou (2024) : Will

- Jason Gray-Stanford dans :
  - L'Œil du danger (2007) : Roy Evans
  - Un ticket gagnant pour Noël (2011) : Mike Ronowski[n 21]
  - Un mari sur internet (2013) : Craig Miller

- Jon Prescott (en) dans :
  - Les Cicatrices du passé (2018) : Charles
  - Ma fille, cette inconnue (2018) : Joseph
  - La Sœur de trop (2022) : David

- Will Kemp (en) dans :
  - Un prince à marier (2018) : le prince Sebastian
  - Love, Romance, and Chocolate (2019) : Luc Simon
  - Un Noël so British (2022) : David Burnside

- Adam Huss (en) dans :
  - Une photo compromettante (2018) : Matthew Carlton
  - Maman ne te fera aucun mal... (2020) : Ryan Munson
  - Amoureuse du futur marié (2022) : Matt

- Niall Matter dans :
  - Le Courrier de Noël (2018) : Sam Watson
  - Country at Heart (2020) : Grady Connor
  - Un amour hors du temps (2022) : Rip Van Winkle, Jr.

- Jordan Bridges dans :
  - Une famille pour Charlie (2006) : Buck
  - Un mari à louer (2011) : David

- Eddie Cibrian dans :
  - L'Homme aux miracles (2010) : Buddy Hoyt
  - Partitions amoureuses (2013) : Clay Allen

- David Sutcliffe dans :
  - Un amour plus que parfait (2010) : Fred Jones
  - La Robe de la mère Noël (2015) : Nick

- Dan Amboyer dans :
  - Noël au pays des jouets (2017) : Randy Forrester
  - Es-tu mon fils ? (2018) : Ian

- 1999 : Chantage sans issue : Dan Taylor (Lorne Brass)
- 2002 : Firestarter : Sous l'emprise du feu : Vincent Sforza (Danny Nucci)
- 2002 : Le règne des ténèbres  : Michael Dorn (Kel Dolen)
- 2003 : Le Tueur du vol 816 : Dean Franklin (Ben Harkin)
- 2004 : Londres : Violence aveugle : l'inspecteur Mike Drummer (Martin Savage)
- 2005 : Jesse Stone : En l'absence de preuve : Andrew Lincoln (Reg Rogers)
- 2005 : Warm Springs : Jake Perini (Andy Davoli)
- 2006 : Dresde 1945, chronique d'un amour : Alexander Wenninger (Benjamin Sadler)
- 2006 : En attendant l'âme sœur : Tom Chandler (Conan Graham)
- 2007 : Un fiancé pour Noël : Jake Chandler (Kyle Howard)
- 2008 : La Mémoire en sursis : Jared (Fraser Brown)
- 2009 : Virtuality : Le Voyage du Phaeton : Commandant Frank Pike (Nikolaj Coster-Waldau)
- 2009 : Sissi : Naissance d'une Impératrice : l'empereur François-Joseph Ier d'Autriche (David Rott)
- 2009 : La Fille du Père Noël 2 : Panique à Polaris : Colin Nottingham (Kristen Holden-Ried)
- 2010 : Mirrors 2 : Max Matheson (Nick Stahl)
- 2011 : Kate et William : Quand tout a commencé... : le prince William (Nico Evers-Swindell)
- 2012 : Outlaw Country : Feron (Travis Fimmel)
- 2012 : Meurtre au 14e étage : Viktor (Brennan Elliott)
- 2013 : Le Vol des cigognes : Jonathan Anselme (Harry Treadaway)
- 2014 : Une inquiétante baby-sitter : Mark Kessler (Cam Gigandet)
- 2014 : Le Choix du cœur : Kevin (Jason Burkey)
- 2015 : Zone d'impact : Terre : Tim Harrison (Bernard Curry)
- 2015 : Dans l'ombre de mon mari : Aiden (Ryan Robbins)
- 2015 : Unis par le sang : Oscar Marcus (Brett Rickaby)
- 2017 : Raiponce : Moi, j'ai un rêve : Eugene Fitzherbert (Zachary Levi) (voix, téléfilm d'animation)
- 2018 : Ma famille sous surveillance : Scott (Adam Huber)
- 2018 : Sur les pistes de l'amour : Cole Taylor (Thomas Beaudoin)
- 2018 : Pensées interdites : Gareth Wilkinson (Brandon Quinn)
- 2019 : Le charme de Noël : Rod (Taylor Frey)
- 2019 : Un coup de foudre vertigineux : Charley Allen (Jeff Hephner)
- 2019 : Noël sous le gui : Nick Sinclair (Matthew Davis)
- 2020 : Soupçons maternels : Glen Wilson (Todd Cahoon)
- 2021 : Parents à perpétuité : Michael Wagner (Devid Striesow)
- 2021 : S'échapper à tout prix : Darren (Patrick Cronen)
- 2021 : Noël au château enchanté : Aiden Hart (Stuart Townsend)
- 2022 : Les Gardiens de la Galaxie : Joyeuses Fêtes : Rocket Raccoon (Bradley Cooper) (voix)
- 2023 : Val Jane : 12 heures pour sauver sa vie : Mark Jane (David Conrad)

#### Téléfilm d'animation
- 2007 : Reviens, Garfield ! : Jon Arbuckle

#### Séries télévisées
- Jason Gray-Stanford dans (9 séries) :
  - Monk (2002-2009) : le lieutenant Randall « Randy » Disher (125 épisodes)
  - NCIS : Enquêtes spéciales (2012) : Dr Jay Berman (saison 9, épisode 23)
  - Monday Mornings (2013) : Scott Henderson (5 épisodes)
  - Justified (2014) : Dilly Crowe (saison 5, épisode 1)
  - Mistresses (2014) : l'agent du FBI Adam Thomas (5 épisodes)
  - Bones (2015) : Roger Flender (saison 10, épisodes 13 et 18)
  - Aftermath (en) (2016) : le shérif Dawkins (épisode 1)
  - Supergirl (2016) : Rand O'Reilly (saison 2, épisode 6)
  - FBI: Most Wanted (2022) : Brad Wallace (saison 4, épisode 5)

- Kenneth Mitchell dans (9 séries) :
  - Jericho (2006-2008) : Eric Green (27 épisodes)
  - Meteor : Le Chemin de la destruction (2009) : Russ Hapscomb (mini-série)
  - Drop Dead Diva (2012) : Rick Keller (saison 4, épisode 11)
  - Lie to Me (2010) : Duane Corey (saison 2, épisode 17)
  - Bones (2013) : Ben Carr (saison 8, épisode 23)
  - Body of Proof (2013) : Robert Riley (saison 3, épisode 12)
  - NCIS : Enquêtes spéciales (2014) : l'agent spécial Danny Gallagher (saison 12, épisode 6)
  - Switched (2014) : Wes Gable (12 épisodes)
  - Notorious (2016) : l'inspecteur Ken Matthews (3 épisodes)

- Eddie Cibrian dans (7 séries) : 
  - New York 911 (1999-2005) : Jimmy Doherty (101 épisodes)
  - Invasion (2005-2006) : Russell Varon (22 épisodes)
  - Vanished (2006) : l'agent Daniel Lucas (7 épisodes)
  - Dirty Sexy Money (2007) : Sebastian Fleet (saison 1, épisode 6)
  - Samantha qui ? (2007) : Kevin (saison 1, épisodes 7 et 9)
  - Rizzoli and Isles (2012) : Dennis Rockmond (saison 3, épisodes 3 et 10)
  - Take Two, enquêtes en duo (2018) : Eddie Valetik (13 épisodes)

- Travis Fimmel dans (7 séries) :
  - The Beast (2009) : Ellis Dove (13 épisodes)
  - Vikings (2013-2017) : Ragnar Lothbrok (45 épisodes)
  - That Dirty Black Bag (en) (2022) : Anderson (3 épisodes)
  - C*A*P*T*I*F*S (en) (2023) : le dingo (saison 1, épisodes 3 et 4)
  - Black Snow (en) (depuis 2023) : l'inspecteur James Cormack
  - Le Garçon et l'Univers (2024) : Lyle Orlik (mini-série)
  - Dune: Prophecy (depuis 2024) : Desmond Hart

- Josh Duhamel dans (7 séries) :
  - Las Vegas (2003-2008) : Danny McCoy (106 épisodes)
  - Preuve à l'appui (2004 / 2005 / 2007) : Danny McCoy (3 épisodes)
  - Battle Creek (2015) : Milt Chamberlain (13 épisodes)
  - Jupiter's Legacy (2021) : Sheldon Sampson / The Utopian (8 épisodes)
  - Love, Victor (2021) : Jack Spier (saison 2, épisode 3)
  - The Thing About Pam (2022) : Joel Schwartz (mini-série)
  - Nouvelle vie à Ransom Canyon (depuis 2025) : Staten Kirkland

- Matthew Davis dans (6 séries) : 
  - What About Brian (2006-2007) : Adam Hillman (24 épisodes)
  - Damages (2009-2010) : Josh Reston (5 épisodes)
  - Vampire Diaries (2009-2017) : Alaric Saltzman (123 épisodes)
  - Les Experts (2013-2014) : Sean Yeager (3 épisodes)
  - The Originals (2017-2018) : Alaric Saltzman (3 épisodes)
  - Legacies (2018-2022) : Alaric Saltzman (68 épisodes)

- Joel McHale dans (6 séries) :
  - X-Files : Aux frontières du réel (2015-2018) : Tad O'Malley (4 épisodes)
  - Man vs Geek (2016-2017) : Jack (22 épisodes)
  - Santa Clarita Diet (2018-2019) : Chris (4 épisodes)
  - The Rookie : Le Flic de Los Angeles (2019) : Brad Hayes (saison 1, épisode 17)
  - Allô la Terre, ici Ned (en) (2020) : Joel McHale (épisode 8)
  - Stargirl (2020-2022) : Sylvester Pemberton / Starman (19 épisodes)

- Kevin McKidd dans (5 séries) : 
  - The Virgin Queen (2006) : le duc de Norfolk (mini-série)
  - Rome (2005-2007) : Lucius Vorenus (22 épisodes)
  - Journeyman (2007) : Dan Vasser (13 épisodes)
  - Grey's Anatomy (depuis 2008) : Dr Owen Hunt
  - Grey's Anatomy : Station 19 (2020-2022) : Dr Owen Hunt (4 épisodes)

- Paul Sparks dans (5 séries) :
  - House of Cards (2015-2018) : Thomas Yates (28 épisodes)
  - The Girlfriend Experience (2016) : David Tellis (12 épisodes)
  - The Crown (2017) : le révérend Billy Graham (saison 2, épisode 6)
  - Sweetbitter (2018-2019) : Howard (14 épisodes)
  - Complicités (2025) : Ken (mini-série)

- Sam Trammell dans (4 séries) :
  - True Blood (2008-2015) : Sam Merlotte (80 épisodes)
  - The Order (2018-2020) : Eric Clarke
  - Homeland (2020) : le président Ben Hayes
  - Generation (2021) : Mark (7 épisodes)

- David Lyons dans (4 séries) :
  - The Cape (2011) : Vince Faraday / The Cape (10 épisodes)
  - Game of Silence (2016) : Jackson Brooks (10 épisodes)
  - Seven Seconds (2017) : Mike Diangelo (10 épisodes)
  - Philip K. Dick's Electric Dreams (2018) : Conrad Morrison (épisode 8)

- Reed Diamond dans :
  - Amy (2004-2005) : Stuart Collins (2e voix)
  - Esprits criminels (2008) : Craig Bridges (saison 4, épisode 6)
  - Mentalist (2011-2014) : l'agent du CBI Ray Haffner (5 épisodes)

- David Conrad dans : 
  - Ghost Whisperer (2005-2010) : Dr Sam « Jim Clancy » Lucas (107 épisodes)
  - The Good Wife (2011) : le juge Clark Willard (saison 3, épisode 5)
  - Marvel : Les Agents du SHIELD (2013-2018) : Ian Quinn (8 épisodes)

- Jonas Armstrong dans :
  - Ghost Squad (2006) : Pete Maitland
  - Robin des Bois (2007-2010) : Robin de Locksley
  - Hit and Miss (2012) : Ben

- Skeet Ulrich dans :
  - New York, unité spéciale (2010) : l'inspecteur Rex Winters (saison 12, épisode 3)
  - Los Angeles, police judiciaire (2010-2011) : l'inspecteur Rex Winters (14 épisodes)
  - Unforgettable (2015-2016) : Eddie Martin (saison 4, épisodes 1 et 6)

- Steven Pasquale dans :
  - Do No Harm (2013) : Dr Jason Cole / Ian Price (13 épisodes)
  - American Crime Story (2016) : l'inspecteur Mark Fuhrman (saison 1)
  - Doubt (2017) : William « Billy » Brennan (13 épisodes)

- Bradley Cooper dans :
  - Wet Hot American Summer: First Day of Camp (2015) : Ben (mini-série)
  - Limitless (2015-2016) : le sénateur Eddie Morra (4 épisodes)
  - Abbott Elementary (2023) : Bradley Cooper

- Austin Amelio dans :
  - The Walking Dead (2015-2018) : Dwight (36 épisodes)
  - Stumptown (2019) : Jack Feeney (saison 1, épisode 2)
  - Fear the Walking Dead (2019-2023) : Dwight (58 épisodes)

- Jude Law dans :
  - The Young Pope (2016) : Lenny Belardo / Pie XIII (mini-série)
  - The New Pope (2020) : Lenny Belardo / Pie XIII (mini-série)
  - The Third Day (2020) : Sam (mini-série)

- Tom Hiddleston dans :
  - The Night Manager (2016) : Jonathan Pine (mini-série)
  - Loki (2021-2023) : Loki (12 épisodes)
  - The Essex Serpent (2022) : Will Ransome (mini-série)

- Lee Ingleby dans :
  - Innocent (en) (2018) : David Collins (mini-série)
  - Criminal : Royaume-Uni (en) (2019-2020) : Tony Myerscough
  - Crossfire (en) (2022) : Jason Cross (mini-série)

- Álvaro Morte dans : 
  - La Jetée (2019-2020) : Óscar (16 épisodes)
  - La Roue du temps (2021-2023) : Logain Ablar (9 épisodes)
  - Sans limites (es) (2022) : Elcano (mini-série)

- Nick Stahl dans :
  - La Caravane de l'étrange (2004-2005) : Ben Hawkins
  - Body of Proof (2012) : Marcel Trevino (saison 2, épisodes 18 et 19)

- Kristoffer Polaha dans :
  - North Shore : Hôtel du Pacifique (2004-2005) : Jason Matthews (21 épisodes)
  - Bones (2006) : Will Hastings (saison 2, épisode 10)

- Jonathan Rhys-Meyers dans :
  - Les Tudors (2007-2010) : Henri VIII (38 épisodes)
  - Dracula (2013-2014) : Dracula / Alexander Grayson / Vlad Tepes (10 épisodes)

- Peter Stebbings dans :
  - Les Enquêtes de Murdoch (2010-2023) : James Pendrick (15 épisodes)
  - Bates Motel (2015) : l'employé de Bob Paris (saison 3)

- Patrick Wilson dans :
  - Girls (2013 / 2017) : Joshua (saison 2, épisode 5 et saison 6, épisode 4)
  - Fargo (2015) : Lou Solverson (en) (saison 2)

- James Wolk dans :
  - Zoo (2015-2017) : Jackson Oz (39 épisodes)
  - Tell Me a Story (2018-2019) : Jordan Evans (saison 1)

- Sam Reid dans :
  - Suspect n°1 : Tennison (en) (2017) : l'inspecteur Len Bradfield (mini-série)
  - Profession : reporter (depuis 2021) : Dale Jennings

- Mark Bonnar dans : 
  - Petit Meurtre entre frères (2019) : Max McCall (mini-série)
  - Meurtre au Polonium - L'Affaire Litvinenko (2022) : le commissaire Clive Timmons (mini-série)

- J. J. Feild dans :
  - Charlie, monte le son (2019) : David (7 épisodes)
  - Périphériques, les mondes de Flynne (2022) : Lev Zubov (8 épisodes)

- Grzegorz Damięcki (pl) dans : 
  - Dans les bois (2020) : Pawel Kopinski (mini-série)
  - Sans un mot (pl) (2022) : Pawel Kopinski (mini-série)

- Joseph Gordon-Levitt dans :
  - Le Droit d'être américain : Histoire d'un combat (2021) : lui-même (documentaire)
  - Mr. Corman (2021) : Josh Corman

- Oliver Chris dans :
  - A Very British Scandal (en) (2021) : George Emslie (mini-série)
  - Miss Scarlet, détective privée (en) (2022-2024) : Basil Sinclaire (4 épisodes)

- Chris Messina dans :
  - Gaslit (2022) : Angelo Lano (mini-série)
  - Based on a True Story (2023-2024) : Nathan Bartlett (16 épisodes)

- 1977[n 22] : Le Muppet Show : Vincent Price (Vincent Price) (saison 1, épisode 19)
- 1999 / 2000 : Les Anges du bonheur : Lonnie, adolescent (Chad Doreck) (saison 6, épisode 6) et le marshal Fuller (Nathan Anderson) (saison 6, épisode 22)
- 2000 : Urgences : Pauly Johnson (Andrew Rothenberg) (saison 6, épisode 3)
- 2001-2002 : Dawson : Oliver Chirchick (Jordan Bridges) (saison 5)
- 2002 : Grosse Pointe : Dave May (Kyle Howard)
- 2003 : Disparition : Jesse Keys (Desmond Harrington) (mini-série)
- 2004 : NCIS : Enquêtes spéciales : l'apprenti matelot Sparks (Patrick Macmanus) (saison 1, épisode 11)
- 2004-2005 : Jack et Bobby : Nate Edmonds (Mike Erwin)
- 2006 : Day Break : Eddie Reyes (Nestor Carbonell)
- 2006 : Scrubs : Philip Chambers (Adrian Wenner) (saison 1, épisode 17)
- 2007 : South Beach : Vincent (Chris J. Johnson) (8 épisodes)
- 2007 : Le Destin de Bruno : Paolo Amendola (Thorsten Feller) (5 épisodes)
- 2007 : 24 Heures chrono : Reed Pollock (Chad Lowe) (saison 6)
- 2007 : Desperate Housewives : Dr Holland (Paul Keeley) (saison 3, épisode 17)
- 2008-2012 : US Marshals : Protection de témoins : US Marshal Mann (Frederik Weller) (61 épisodes)
- 2009-2013 : Merlin : Sir Leon (Rupert Young) (39 épisodes)
- 2009 : Dr House : Sean (Jeff Hephner) (saison 4, épisode 11)
- 2009 : Lie to Me : Adam Duke (Marty Papazian) (saison 1, épisode 11)
- 2010-2020 : Hawaii Five-0 : Steve McGarrett (Alex O'Loughlin)
- 2011 : Breaking Bad : le patient atteint du cancer (Michael Sheets) (saison 4, épisode 8)
- 2011 : Case Sensitive - Faux semblants : l'inspecteur Simon Waterhouse (Darren Boyd) (mini-série)
- 2012 : Luck : Lonnie McHinery (Ian Hart) (9 épisodes)
- 2012 : The Big C : Lee Fallon (Hugh Dancy) (saison 2)
- 2012 : Chaos : agent Billy Collins (James Murray) (9 épisodes)
- 2012 : Mick Brisgau : Michael « Mick » Brisgau (Henning Baum)
- 2012-2014 : Enquêtes codées : Timothy Gray (Mark Dexter (en))
- 2013 : Anna Karénine : Vronsky (Santiago Cabrera) (mini série)
- 2013-2015 : Rectify : Daniel Holden (Aden Young) (22 épisodes)
- 2014 : Episodes : Castor Sotto (Chris Diamantopoulos) (8 épisodes)
- 2015 : The Frankenstein Chronicles : Sir Robert Peel (Tom Ward)
- 2015 : Le Renard : Bernd Zedelmeier (Heiko Ruprecht) (saison 39, épisode 4)
- 2016 : Unbreakable Kimmy Schmidt : Keith (Samuel Page)
- 2016-2019 : La Folle Aventure des Durrell : Sven Lundblad (Ulric von der Esch) (11 épisodes)
- 2017 : Reign : Le Destin d'une reine : Lord Darnley (Will Kemp)
- 2017 : Mindhunter : Jim, un gardien de prison (Greg Lang) (saison 1, épisode 2)
- 2017 : Genius : Werner Heisenberg (Christian Rubeck)
- 2017-2018 : Sick Note : Dr Iain Glennis (Nick Frost)
- 2017-2022 : Legends of Tomorrow : Gary Green (Adam Tsekhman) (61 épisodes)
- 2018 : Témoin indésirable : Philip Durrant (Matthew Goode) (mini-série)
- 2018 : Troie : La Chute d'une cité : Pâris (Louis Hunter) (mini-série)
- 2018 : The Handmaid's Tale : La Servante écarlate : Mark Tuello (Sam Jaeger)
- 2018 : Shooter : August Russo jeune (Adam J. Harrington) (saison 3, épisode 3)
- 2018 : Midnight, Texas : Walker Chisum (Josh Kelly) (5 épisodes)
- 2018 : Si je ne t'avais pas rencontrée : Eduard (Pablo Derqui)
- 2018 : When Heroes Fly : Aviv Danino (Tomer Kapon)
- 2018-2020 : The Ranch : Luke Matthews (Dax Shepard)
- 2018[n 23]-2025 : Cobra Kai : Johnny Lawrence (en) (William Zabka) (65 épisodes)
- 2019 : The Mandalorian : un des Scout-troopers qui poursuit Kuiil (Jason Sudeikis) (saison 1, épisode 8)
- 2019-2020 : His Dark Materials : À la croisée des mondes : Lord Asriel (James McAvoy) (4 épisodes)
- 2019-2020 : Murder : Xavier Castillo (Gerardo Celasco) (7 épisodes)
- depuis 2019 : My Life Is Murder : le lieutenant Kieran Hussey (Bernard Curry)
- 2020 : The Last Kingdom : Ludeca (Richard Dillane) (saison 4)
- 2020 : I May Destroy You : Julian (Adam James) (mini-série)
- 2020 : Barkskins : Le Sang de la terre : Elisha Cooke (Thomas M. Wright)
- 2020 : Shadowplay : Leopold Garten (Benjamin Sadler)
- 2020 : Life (en) : Neil Baker (Adam James (en)) (mini-série)
- 2020 : Le Cheval pâle : David Ardingly (Henry Lloyd-Hughes) (mini-série)
- 2020-2022 : Barbares : Arminius / Ari (Laurence Rupp (de)) (12 épisodes)
- 2021 : Mare of Easttown : Richard Ryan (Guy Pearce) (mini-série)
- 2021 : Hit & Run : Henry Donenfeld (Will Swenson) (saison 1, épisode 9)
- 2021 : Foundation : Xylas (Alexander Siddig) (saison 1, épisode 1)
- 2021 : Clarice : Karl Wellig (Kristen Holden-Ried) (3 épisodes)
- 2021 : Home Before Dark : Grant Williams (David Cubitt) (saison 2)
- 2021 : American Horror Stories : Matt Webb (Ronen Rubinstein) (saison 1, épisode 5)
- 2021-2022 : Resident Alien : Dr Ethan Stone (Michael Cassidy) (5 épisodes)
- 2022 : The Guardians of Justice : Van Dawson (Hal Ozsan)
- 2022 : Infiniti : Anthony Kurz (Lex Shrapnel (en)) (mini-série)
- 2022 : This Is Going to Hurt : Angus Hanson (Simon Harrison) (mini-série)
- 2022 : The Afterparty : le lieutenant Aldrin Germain (Reid Scott) (saison 1, épisodes 7 et 8)
- 2022 : Bang Bang Baby : ? (?)
- 2022 : Les Enquêtes de Vera :  Damien Richardson (Ross Waiton) (saison 11, épisode 6)
- 2022 : La Nuit où Laurier Gaudreault s'est réveillé : Julien Larouche (Patrick Hivon) (mini-série)
- 2022-2025 : 1923 : Spencer Dutton (Brandon Sklenar) (15 épisodes)
- 2022-2025 : Sandman : Hob Gadling (Ferdinand Kingsley) (saison 1, épisode 6 et saison 2, épisode 1)
- 2023 : The Last of Us : Bill (Nick Offerman) (saison 1, épisode 3)
- 2023 : Abysses : Douglas MacKinnon (Jack Greenlees) (mini-série)
- 2023 : Les Fleurs sauvages : Dylan (Sebastián Zurita (en)) (mini-série)
- 2023 : One Piece : Genzo (Grant Ross) (saison 1, épisodes 7 et 8)
- 2024 : Double Piège : Christopher Swain (Anthony Howell (en)) (mini-série)
- 2024 : Avatar, le dernier maître de l'air : l'avatar Kuruk (Meegwun Fairbrother (en))
- 2024 : Bandits, bandits : Alto (Tadhg Murphy)
- 2024 : Nautilus : Lord Horatio Parmoor (Lukas Whiting)
- 2024 : The Madness : l'inspecteur Delbert Johnson (Chris Henry Coffey (en)) (mini-série)
- 2024 : Elsbeth : Alex Modarian (Stephen Moyer) (saison 1, épisode 1)
- 2025 : La Meneuse : Cam Gordon (Justin Theroux)
- 2025 : Le Crime à la Racine : John Sundin (Peter Eggers (sv)) (mini-série)
- depuis 2025 : The Pitt : Dr Michael « Robby » Rabinavitch (Noah Wyle)

#### Séries d'animation
- 1999 : Roswell, la conspiration : Fitz
- 2000 : Spy Groove (en) : l'agent no 2
- 2000 : Batman, la relève : Mutro Botha
- 2001 : Les Griffin : voix additionnelles
- 2003 : Stuart Little (en) : Stuart Little
- 2003 : Totally Spies! : Bob
- 2006 : Chasseurs de dragons : Lian-chu (création de voix, saison 1)
- 2008 : Star Wars: The Clone Wars : Faro Argyus
- 2011-2013 : Le Petit Prince : Antoine, l'astronome (épisodes : Planète de l'astronome et Planète du serpent)
- 2017-2020 : Raiponce, la série : Eugene Fitzherbert / Feldspar[n 13]
- 2017 : La Ligue des justiciers : Action : Amazo (épisode 32)
- 2020 : Scissor Seven : Captain Jack
- 2021 : La Bande à Picsou : Kit Cloudkicker et Hadès
- 2021-2023 : What If...? : Loki[n 18] (4 épisodes)
- 2022 : Zootopie+ (en) : Nick Wilde (mini-série)
- 2023 : Transformers : EarthSpark : Tarantulas
- 2024 : Rêves Productions (en) : M. Andersen, le père de Riley[n 14] (mini-série)
- 2024 : Monstres et Cie : Au travail : Johnny J. Worthington III[n 11] (saison 2)
- 2024 : Goldorak U (it) : le professeur Procyon

### Jeux vidéo
- 2001 : Tristan et le Mystère du dragon : le chevalier noir, le fou, le forgeron, voix additionnelles
- 2007 : Skate 2 : ?
- 2009 : James Cameron's Avatar: The Game : Ryder homme
- 2011 : Crysis 2 : Dr Nathan Gould
- 2015 : Fallout 4 : voix additionnelles
- 2016 : World of Warcraft: Legion : Anduin Lothar

### Direction artistique

#### Films
- 2021 : L'Intrusion

#### Téléfilms
- 2020 : Un Noël en pain d'épices

## Voix off

### Publicités radio et télévision
- Allianz
- Nescafé
- Mini Cooper
- Mac
- Orange
- McDonald's
- FNAIM
- Smart
- Nissan
- Head and Shoulders (Michael Phelps)
- Norauto
- Lacoste
- Institut Pasteur
- RichesMonts
- Lysopaïne
- Oui FM (depuis septembre 2019)
- M6 (depuis septembre 2021)
- Boursorama (2022)
- Beko (2023)
- Hexaspray (2024)
- Finish (2024), etc.

### Bandes annonces
- OCS (2023)

### Spectacles
- Depuis avril 2016, Alexis Victor est la voix du personnage François Athanase Charette de La Contrie dans le spectacle Le Dernier Panache au Puy du Fou[n 24].
- Dans le même parc, il est également une des voix du Mystère de La Pérouse.[réf. nécessaire]

### Émissions télévisuelles
- 2017-2020 : Mon plus beau Noël
- depuis 2018 : Les Plus Belles Vacances

### Documentaires
- Bonaparte, la campagne d'Égypte (2016) : le narrateur
- Tom Hiddleston dans :
  - Earth at Night in Color (2020) : le narrateur
  - Marvel Studios : Rassemblement (2021) : lui-même
  - Big Beasts : sur les traces des géants (2023) : le narrateur